# Вазимба
Вазимба (малаг. vazimba) — в малагасийской мифологии доавстронезийские аборигены Мадагаскара, то есть первопоселенцы, прибывшие на остров не позднее 1-го тысячелетия до н. э. В современную эпоху понятие «вазимба» иногда употребляется как этноним в отношении особенно низкорослых жителей некоторых сельских районов; чаще под вазимба подразумеваются персонажи фольклора — антропоморфные мифологические существа, обитающие в малодоступных для человека частях рельефа. 

## История понятия
В легендах о вазимба, как правило, идёт речь о людях очень маленького роста, практически пигмеях; антропологи предполагают для них скорее африканское происхождение (в отличие от современных малагасийцев, основная часть предков которых связана с Юго-Восточной Азией и австронезийскими народами). Вазимба обитали в лесах Высокого плато Мадагаскара (территории племён мерина, бецилеу, безанузану, сиханака, цимихети) в очень далекую эпоху. Предания гласят, что именно «королевское» малагасийское племя мерина на Высоком плато изгнало вазимба с территории, которая затем стала именоваться Имерина («страна мерина»), в том числе холм Амбухиманга — место резиденции мадагаскарских королей — до этого принадлежал вазимба.
Полусказочных вазимба и кимо (мнимый народ карликов) считали остатками некогда весьма распространённой первобытной расы.

## Современное применение термина
В настоящее время понятие «вазимба» применяется на Мадагаскаре двояко. С одной стороны, речь идёт о немногочисленных жителях отдалённых сельских районов, отличающихся маленьким ростом и якобы ведущих свой род от первопоселенцев-вазимба. На западе острова часто проводят параллель между вазимба и небольшой этнической общностью микеа, чьи представители также невелики ростом. С некоторыми из реальных вазимба сумела встретиться австрийский этнограф Лотта Гернбек (Lotte Gernböck), побывавшая в 1965 году с этой целью в труднодоступных, малоисследованных районах Мадагаскара.
С другой стороны, под «вазимба» подразумеваются мифологические или фольклорные образы — отличающиеся на острове от района к району. Как правило, это духи природы в виде небольших антропоморфных существ, обитающих под речными камнями, в озёрах, на морском берегу, под землёй и на суше. Духи-вазимба необщительны и при появлении человека скрываются; молва приписывает им разнообразные мистические свойства и недоброжелательность к человеку. Так, они могут соблазнять девушек, наказывать людей, нарушивших фади (табу). Для умилостивления вазимба могли совершаться жертвоприношения. 
В честь вазимба, как знаменитых карликовых персонажей малагасийского фольклора, названы некоторые виды животных, как например мелкий мадагаскарский земляной геккон Paroedura vazimba, открытый в 2000 году, но уже сейчас находящийся в списке угрожаемых видов пресмыкающихся.